# Acusações de abuso sexual contra Harvey Weinstein

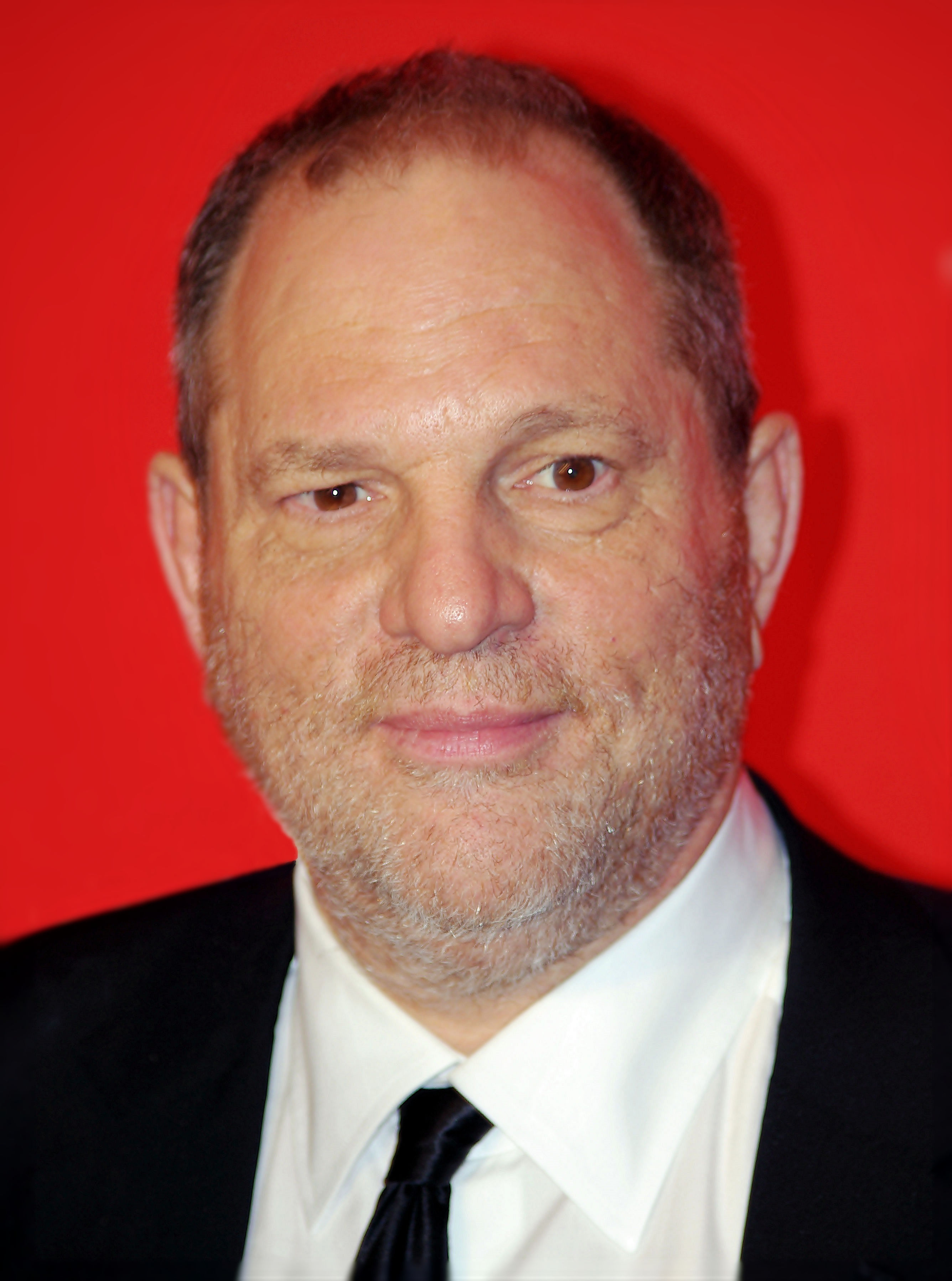
O produtor Harvey Weinstein em 2011.

As acusações de abuso sexual contra Harvey Weinstein referem-se às alegações relatadas em outubro de 2017 pelos The New York Times e The New Yorker, que reportaram que dezenas de mulheres acusaram o supracitado produtor de cinema americano de assédio ou abuso sexual e/ou estupro durante um período de pelo menos 30 anos. Posteriormente, mais de oitenta mulheres da indústria cinematográfica relataram que passaram por experiências semelhantes com Weinstein, que negou "qualquer relação sexual não consensual".
Logo após a notícia, Weinstein foi demitido da The Weinstein Company e expulso da Academia de Artes e Ciências Cinematográficas e outras associações profissionais. Investigações criminais sobre as queixas de pelo menos seis mulheres estão em andamento em Los Angeles, Nova Iorque e Londres.
O escândalo desencadeou muitas acusações semelhantes contra homens poderosos em todo o mundo e levou à destituição de muitos deles de suas posições. Também fez com que um grande número de mulheres compartilhasse suas próprias experiências de abuso, assédio sexual ou estupro nas mídias sociais sob a hashtag #MeToo. O impacto do escândalo passou a ser chamado de "efeito Weinstein". Em 24 de fevereiro de 2020 ele foi considerado culpado de dois de cinco crimes sexuais em Nova Iorque, acarretando uma sentença de até 25 anos de prisão.
Em abril de 2024 a sentença foi anulada.